# Condizionamento (termotecnica)
Il condizionamento è l'operazione con cui rende meno caldo alla percezione umana un ambiente chiuso, modificandovi artificialmente i parametri di umidità relativa, temperatura e velocità dell'aria.

## Descrizione
Gli scopi del condizionamento ambientale sono diversi:
- migliorare il benessere fisico delle persone
- mantenere le condizioni ambientali idonee alla corretta conservazione di opere d'arte
- mantenere le condizioni ambientali idonee alla corretta conservazione dei cibi
- consentire la corretta operatività di apparecchiature, rimuovendo il calore da esse generato e mantenendo la temperatura dei locali entro limiti ammissibili rispetto alla tecnologia impiegata

Per raggiungere questi obiettivi, è necessario progettare l'impianto, conoscendo i valori stagionali di umidità relativa e temperatura esterni al locale, i volumi da climatizzare ed i dettagli tecnici utili al dimensionamento impiantistico.
In un impianto di climatizzazione domestico l'unità frigorifera, costituita essenzialmente da un compressore frigorifero e da un condensatore ad aria, viene solitamente installata all'esterno (tipicamente su un balcone). Un foro nella muratura consente il collegamento idraulico ed elettrico, che prosegue all'interno di canalette appositamente create all'interno dei muri dell'alloggio. Nei locali interni, (spesso in punti strategici, come salotto e camere da letto), sono posizionati uno o più split, ovvero i dispositivi refrigeranti, all'interno dei quali avviene l'evaporazione del fluido frigorigeno, che ricevendo i comandi dell'utenza (spesso tramite un comodo telecomando), aspirano l'aria interna rilasciandola trattata, che possiede le caratteristiche termo-igrometriche desiderate.
In ambienti caldo-umidi, l'impianto provvede a raffrescare l'aria ed a deumidificarla, producendo aria secca ed acqua. L'acqua scartata viene convogliata in tubazioni idrauliche ed espulsa nella rete, ma può anche essere raccolta in un vaso e riutilizzata per irrigazione.
Di solito si riuniscono più unità interne con un'unica unità esterna, in modo da abbattere notevolmente i costi.
Sul mercato vi sono inoltre molti condizionatori senza unità esterna per migliorare l'estetica dei palazzi storici.